# Sede della China Central Television
La sede della China Central Television (CCTV Headquarters) è un grattacielo che sorge a Pechino (Cina). L'edificio è il nuovo quartier generale della China Central Television. L'inizio dei lavori è avvenuto il 22 settembre 2004 ed è stato completato nel dicembre 2008, dopo l'inizio dei Giochi Olimpici estivi 2008, data prevista inizialmente per il termine dei lavori. Rem Koolhaas e Ole Scheeren per l'OMA (Office for Metropolitan Architecture) sono gli architetti e lo studio di progettazione britannico Arup è responsabile per il complesso progetto ingegneristico. Il fabbricato ha un'altezza di 234 metri per 51 piani.

## CCTV - China Central Television

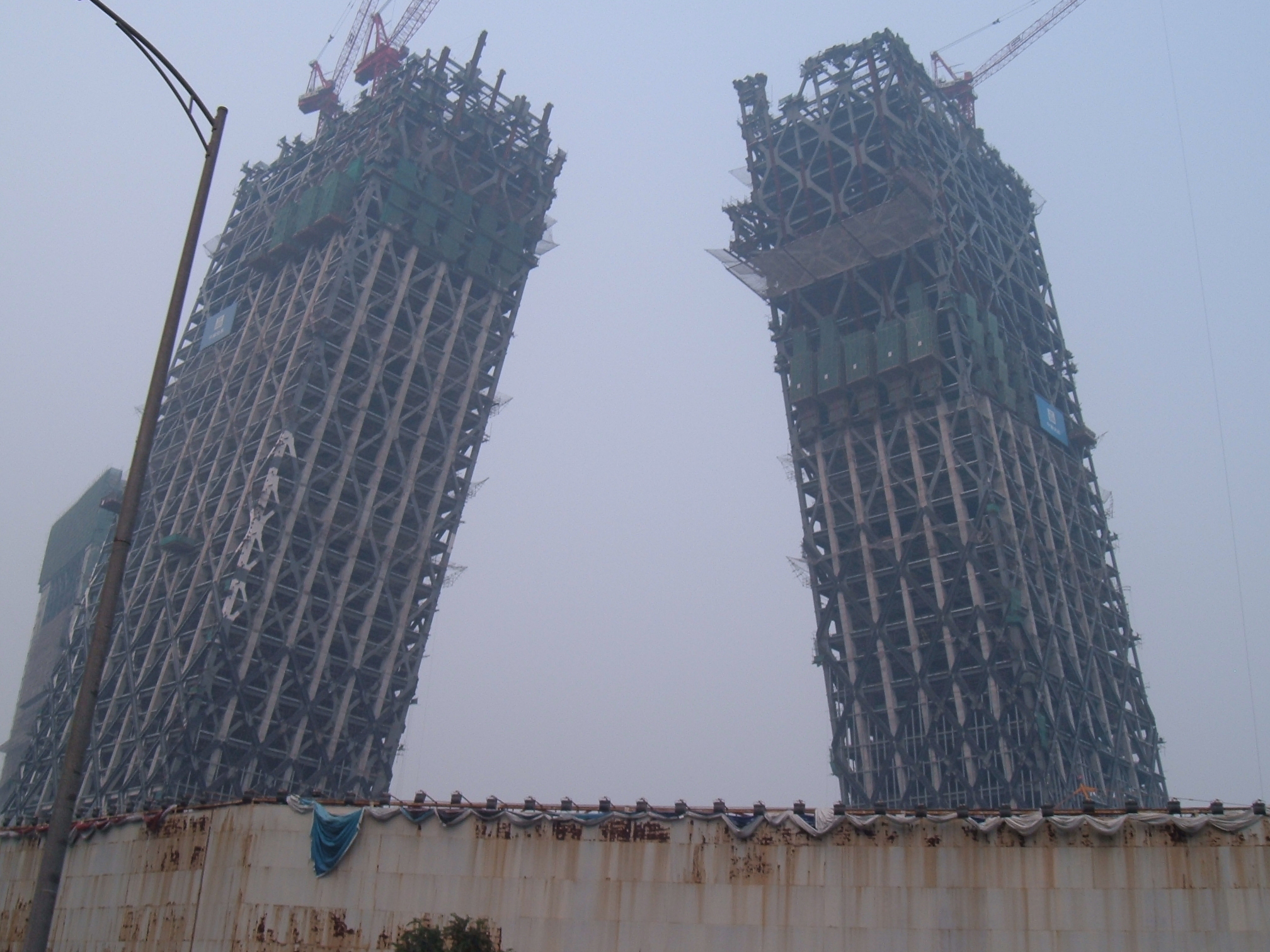
Lo stato dei lavori della nuova sede della CCTV nell'agosto 2007

L'Office for Metropolitan Architecture si aggiudicò il concorso indetto dalla Beijing International Tendering Co. per la costruzione della nuova sede della CCTV e del Television Cultural Center nel dicembre 2002.
L'edificio principale non è una torre tradizionale, ma un anello continuo formato da sei sezioni orizzontali e verticali, con un centro aperto. La parte superiore è formata da due grandi L rovesciate, unite a creare un angolo retto, a sbalzo rispetto alle strutture verticali. La superficie esterna della facciata è coperta da una griglia diagonale irregolare. La costruzione di questo edificio è considerata una sfida strutturale, sia per l'inconsueta forma sia, ed ancor di più, perché sorge in una zona sismica. La forma ha dato origine al nomignolo affibbiatole dai pechinesi: dà kùchǎ (大裤衩) "mutandoni".
L'edificio è stato costruito in due sezioni distinte (le due L rovesciate) che sono state unite, per completare la struttura, il 26 dicembre 2007. 
La sede della televisione cinese accoglie gli uffici, gli studi di registrazione e di produzione ed il centro di trasmissione.

## TVCC - Television Cultural Centre
Un secondo edificio, il centro culturale televisivo (Television Cultural Centre), che sorge di fianco alla sede degli uffici, comprende un albergo, un centro visitatori, un teatro e vari spazi espositivi.
Verrà inoltre realizzato il Media Park, parco a disposizione del pubblico che sarà utilizzato anche per le riprese televisive esterne ed attrezzato con studi di produzione. Esso sarà un'estensione dell'asse verde del distretto finanziario (Beijing Central Business District).